# Point d'indice salarial en France
En France, le point d'indice salarial  permet de calculer tous les salaires (« traitements ») de la fonction publique.

## Un indice nécessaire au calcul du salaire des fonctionnaires

Évolution comparée du point d'indice et de l'inflation depuis le 1/2/1993.

Chaque fonctionnaire, d’État, territorial ou hospitalier, est rémunéré selon un grade, un poste et un échelon. Le grade et l'échelon déterminent le nombre de points d'indice auxquels ce fonctionnaire peut prétendre. Pour connaitre le montant de son salaire de base annuel brut, chaque fonctionnaire et personnel assimilé (vacataire, contractuel, etc.) multiplie la valeur du point d'indice par le nombre de points de son échelon. 
Pour tenir compte de l'inflation, la valeur du point d'indice est normalement revalorisée tous les ans, lors de négociations salariales entre le gouvernement et les syndicats de fonctionnaires. En 2009, elles avaient par exemple débouché sur une hausse 0,5 % de la valeur du point d'indice. Cependant, le point d'indice est souvent gelé par les gouvernements au motif qu'il faut faire des économies. Ainsi, de 2010 à 2016, comme de 2017 à 2022, il n'a pas augmenté. S'ensuit une perte de pouvoir d'achat conséquente des agents de la fonction publique, toutes catégories confondues.
Le nombre de points d'indice imparti à un échelon ne change pas. La progression salariale des fonctionnaires dépend donc de la revalorisation du point d'indice, mais également des changements d'échelon (à l'ancienneté ou à la promotion) ou de grade (à l'ancienneté, par promotion ou par concours interne). 
Les primes, strictement réglementées, constituent un autre biais pour augmenter la rémunération des fonctionnaires. Cependant, les professeurs des écoles et les infirmiers, comportant les personnels les plus nombreux, n'ont pas droit aux primes, et par ailleurs, de nombreuses primes sont basées sur le point d'indice ; de ce fait, ces primes n'évoluent pas quand la valeur de ce point est gelé. 
Même si le point d'indice salarial ne progresse pas, la masse salariale des fonctionnaires peut progresser par le biais du glissement vieillissement technicité.
Le système du point d'indice salarial est également utilisé dans de grandes entreprises privées et pour les rémunérations des élus.

## Historique de la valeur du point et impact sur le pouvoir d'achat des fonctionnaires
| Date              | Point d'indice annuel | Variation | Inflation sur la même période (selon l'IPC) | Gouvernement | Gouvernement | Réf.  |
| ----------------- | --------------------- | --------- | ------------------------------------------- | ------------ | ------------ | ----- |
| 1er février 1993  | 46,8186               | +1,70 %   | NC                                          |              | Bérégovoy    | [ 2 ] |
| 1er janvier 1994  | 47,1464               | +0,70 %   | +1,48 %                                     |              | Balladur     | [ 3 ] |
| 1er août 1994     | 47,3812               | +0,50 %   | +0,94 %                                     |              | Balladur     | [ 3 ] |
| 1er décembre 1994 | 47,9025               | +1,10 %   | +0,51 %                                     |              | Balladur     | [ 3 ] |
| 1er mars 1995     | 48,4773               | +1,20 %   | +0,87 %                                     |              | Balladur     | [ 3 ] |
| 1er novembre 1995 | 49,1557               | +1,40 %   | +1,11 %                                     |              | Juppé (2)    | [ 3 ] |
| 1er mars 1997     | 49,4011               | +0,50 %   | +2,27 %                                     |              | Juppé (2)    | [ 3 ] |
| 1er octobre 1997  | 49,6481               | +0,50 %   | +0,41 %                                     |              | Jospin       | [ 3 ] |
| 1er avril 1998    | 50,0460               | +0,80 %   | +0,66 %                                     |              | Jospin       | [ 3 ] |
| 1er novembre 1998 | 50,2929               | +0,50 %   | -0,32 %                                     |              | Jospin       | [ 3 ] |
| 1er avril 1999    | 50,5445               | +0,50 %   | +0,74 %                                     |              | Jospin       | [ 3 ] |
| 1er décembre 1999 | 50,9469               | +0,80 %   | +0,61 %                                     |              | Jospin       | [ 3 ] |
| 1er décembre 2000 | 51,2015               | +0,50 %   | +1,64 %                                     |              | Jospin       | [ 3 ] |
| 1er mai 2001      | 51,4576               | +0,50 %   | +1,40 %                                     |              | Jospin       | [ 3 ] |
| 1er novembre 2001 | 51,8174               | +0,70 %   | -0,17 %                                     |              | Jospin       | [ 3 ] |
| 1er mars 2002     | 52,1284               | +0,60 %   | +1,15 %                                     |              | Jospin       | [ 3 ] |
| 1er décembre 2002 | 52,4933               | +0,70 %   | +1,23 %                                     |              | Raffarin (2) | [ 3 ] |
| 1er janvier 2004  | 52,7558               | +0,50 %   | +2,16 %                                     |              | Raffarin (2) | [ 3 ] |
| 1er février 2005  | 53,0196               | +0,50 %   | +2,11 %                                     |              | Raffarin (3) |       |
| 1er juillet 2005  | 53,2847               | +0,50 %   | +0,90 %                                     |              | de Villepin  |       |
| 1er novembre 2005 | 53,7110               | +0,80 %   | +0,53 %                                     |              | de Villepin  |       |
| 1er juillet 2006  | 53,9795               | +0,50 %   | +1,38 %                                     |              | de Villepin  |       |
| 1er février 2007  | 54,4113               | +0,80 %   | +0,08 %                                     |              | de Villepin  |       |
| 1er mars 2008     | 54,6834               | +0,50 %   | +3,62 %                                     |              | Fillon (2)   |       |
| 1er octobre 2008  | 54,8475               | +0,30 %   | +0,87 %                                     |              | Fillon (2)   |       |
| 1er juillet 2009  | 55,1217               | +0,50 %   | -0,57 %                                     |              | Fillon (2)   |       |
| 1er octobre 2009  | 55,2871               | +0,30 %   | +0,36 %                                     |              | Fillon (2)   |       |
| 1er juillet 2010  | 55,5635               | +0,50 %   | +1,30 %                                     |              | Fillon (2)   |       |
| 1er juillet 2016  | 55,8969               | +0,60 %   | +6,19 %                                     |              | Valls (2)    |       |
| 1er février 2017  | 56,2323               | +0,60 %   | +0,23 %                                     |              | Cazeneuve    |       |
| 1er juillet 2022  | 58,2004               | +3,50 %   | +11,80 %                                    |              | Borne        |       |
| 1er juillet 2023  | 59,0734               | +1,50 %   | +5,10 %                                     |              | Borne        |       |

En 28 ans (de janvier 1994 à juillet 2022), le point d'indice a progressé de 24,3 % alors que l'inflation sur la même période progressait de 55,9 %, soit une différence de 31 points. Pour un débutant dans la fonction publique, à grille indiciaire identique, cela représente une perte de pouvoir d'achat de plus de 20 % sur la période. Cette diminution de pouvoir d'achat s'applique à l'ensemble du traitement à cause de l'indexation de certaines primes sur l'indice de rémunération.
Le point d'indice salarial étant un des principaux leviers pour la progression salariale des fonctionnaires, il est au cœur des discussions avec les organisations syndicales pour maintenir voire améliorer le pouvoir d'achat des fonctionnaires.
Les chiffres relatifs à l'évolution du pouvoir d'achat sont parfois contradictoires en raison des nombreux paramètres à prendre en compte et de la valeur de référence prise en compte.
Ainsi la Cour des comptes a estimé en 2013 que : « Sur la période récente, et bien que l’augmentation de la rémunération moyenne des personnes en place (RMPP) soit en ralentissement, les agents en poste ont continué à voir leur rémunération augmenter plus vite que l’inflation – de 0,8 % en moyenne entre 2009 et 2013 pour la fonction publique de l’État. Ainsi, les mesures de politique salariale prises depuis la crise des subprimes n’ont pas en moyenne amputé le pouvoir d’achat des agents. ».
La CGT défend l'idée que le gel du point d'indice entre 2010 et 2016 représente « [un décrochage] de 7% à 8% par rapport à l’inflation depuis 2010 » ;  dans le même temps, FO dénonce une perte de « 8 % de pouvoir d’achat ».
Pour augmenter les salaires les plus faibles, rattrapés par le SMIC (qui ne s'applique pas à la fonction publique), la GIPA a été créée : une indemnité versée à un agent si l'évolution de son traitement brut est inférieure, sur 4 ans, à celle de l'indice des prix à la consommation. De plus, les indices les plus bas de la grille sont revalorisés régulièrement : cette revalorisation reste cependant théorique. 
En mars 2016, la ministre de la fonction publique Annick Girardin a annoncé une revalorisation de 0,6 % à partir du 1er juillet 2016 et de 0,6 % supplémentaire à partir du 1er février 2017. Ce coût supplémentaire annuel de 2,4 milliards d'euros pour les différents employeurs publics permet cependant à un certain nombre d'agents de voir leur pouvoir d'achat moins diminuer à cause de l'inflation. En 2020, le secrétaire d’État à la Fonction publique Olivier Dussopt confirme qu'un gel du point d'indice au moins jusqu'en 2022 est envisagé.
Il faut effectivement attendre le gouvernement d'Élisabeth Borne pour voir l'indice revalorisé, d'abord, de 3,5 % au 1er juillet 2022, puis, de 1,5 % au 1er juillet 2023 dans un contexte de forte inflation, en partie liée à la guerre en Ukraine et à l'envolée des prix de l'énergie.
Cependant cette revalorisation reste bien inférieure à l'inflation des années 2022 (5,2%) et 2023 (5,9%), entraînant une nouvelle perte de pouvoir d'achat pour les agents publics,.